# Kristoff Clerckx
Kristoff Clerckx (1968) is een Vlaams acteur. Hij speelde van 2003 tot 2007 de rol van hoofd van de veiligheid op de Cypriotische ambassade in België, Andreas Mitsides in de VTM-soap Familie. Ook was hij te zien in Sara.
Hij studeerde aan de Theatre Academy of Los Angeles City College in Los Angeles.
Clerckx is getrouwd en heeft drie kinderen. Sarah-Lynn Clerckx (°1999) speelde van 2006 tot 2018 de rol van Louise Van den Bossche, de dochter van Peter en Trudy in "Familie".
Clerckx is peter van Lila-Jane Van Tongelen, dochter van Chris Van Tongelen. 

## Rollen
- Close (1993) - Michael
- De Kotmadam (1994) - Stratenmaker
- Lili en Marleen (1994) - Tom
- Goede tijden, slechte tijden (1994-1995) - Christiaan Baerlemans
- Wat nu weer?! (1996-1997) - Yves Lagrou
- Familie (1996) - Michael Pinero
- Wittekerke (1998-1999) - Alain Verlinden
- Flikken (1999) - Bart
- De Makelaar (1999-2000) - Hervé
- Veel geluk, professor! (2001) - Jean
- Nonkel Jef (2001) - Golfspeler
- De Makelaar (2001) - Jan De Wachter
- Spoed (2002) - Jean-Louis
- Sedes & Belli (2002-2003) - Nietveld Junior
- Spoed (2003) - Agent Dieter
- Familie (2003-2007) - Andreas Mitsides
- Sara (2007-2008) - Daniël De Buck
- Skilz (2011-2012) - Alexander Mertens
- Aspe (2013) - Paul Van Doren
- Zone Stad (2013) - Autohandelaar
- Binnenstebuiten (2013-2014) - Bram
- Ghost Rockers (2015-2016) - Cliff Smith